# Horace Wells
Horace Wells (21 de janeiro de 1815, Hartford, Vermont – 24 janeiro de 1848) foi um dentista americano que foi pioneiro no uso de anestesia em odontologia, especificamente óxido nitroso (ou  gás do riso).

## Descoberta da anestesia
Em 1840, Wells descobre o gás hilariante feito a partir de azoto depois de assistir a uma sessão de circo em que um dos participantes, Samuel Cooley, ingeriu o gás e apesar de ter um ferimento na perna não sofreu a mínima dor.